# بيلي سكوت إيراكوس
بيلي سكوت إيراكوس (مواليد 30 أكتوبر 1996) هو سبّاح بوروندي، مثّل بلاده في الألعاب الأولمبية الصيفية 2016.

## روابط خارجية
بيلي سكوت إيراكوس على موقع الاتحاد الدولي للسباحة (الإنجليزية)
- بيلي سكوت إيراكوس على موقع أوليمبيديا (الإنجليزية)